# Бродоградилиште Београд
Бродоградилиште Београд је српско бродоградилиште у Београду, једно од пет активних бродоградилишта у Србији.

## Историја
Од средине 19. века, у Србији се оснивају бродоградилишта. Прва настају у Београду, Смедереву и Брзој Паланци који производе морске једрењаке. Године 1895. се оснива бродоградилиште у Београду које ће касније постати познато као Бродоградилиште Тито на обали Саве, када ће постати међу највећим у Југославији. Ово бродоградилиште је направило преко 600 бродова који су често завршавали у страним морнарицама. 
Велики број бродова је завршавао у ратним морнарицама међу којима је реморкер РБ-139 у Балтичкој флоти Совјетског Савеза, спасилачки бродови ПС 12 и ПС 13.

## Галерија
- Реморкер РБ 139 у балтичкој флоти
- ПС 13 Златица, спасилачки брод
- БС 73 Фауст Вранчић, хрватске морнарице